# Guerres de Kappel
Pour les articles homonymes, voir Guerre de religion et Kappel.

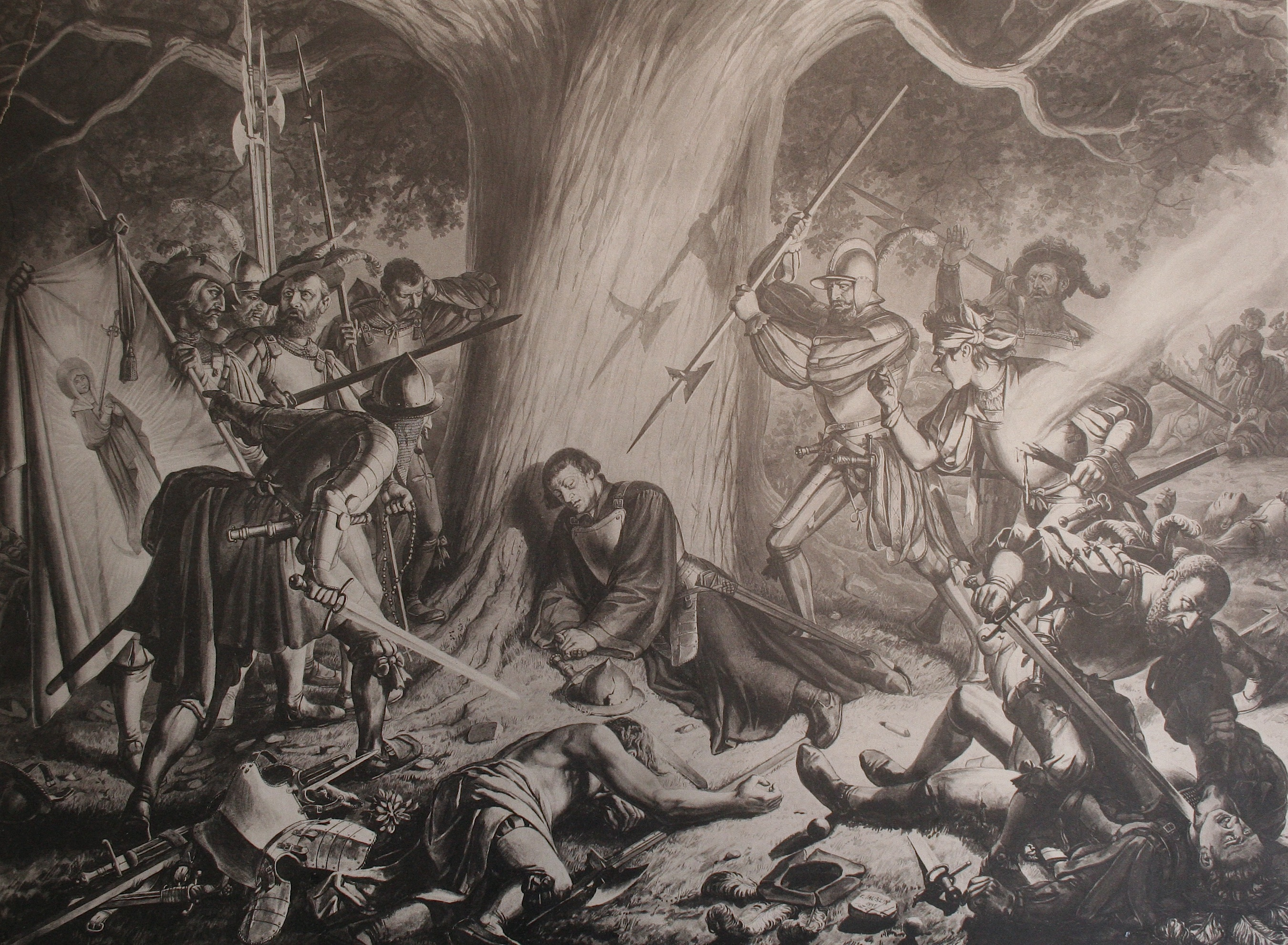
La mort d'Ulrich Zwingli le 11 octobre 1531

Les guerres de Kappel sont deux conflits qui se déroulèrent près de Kappel am Albis en 1529 et 1531. Ils opposèrent les cantons catholiques aux cantons protestants. Ce sont les premières guerres de Religion en Europe.

## Contexte
Pour un article plus général, voir Réforme protestante en Suisse.
Introduite à Zurich en 1523-1524, la Réforme protestante continuait à s'étendre en Suisse alémanique : Berne (1528), Bâle (1529), Saint-Gall et Schaffhouse basculent successivement dans le protestantisme.
Si la souveraineté cantonale en matière religieuse n'est guère contestée, le problème des bailliages communs, régis alternativement par chaque canton selon le principe du tournus, reste ouvert. En 1529, le conflit dégénéra en une guerre ouverte : la première guerre de Kappel. Le landamman de Glaris propose un compromis in extremis, la « première paix de Kappel », ce qui permet d'éviter la bataille alors que les deux armées se font face. La légende en a retenu l'épisode de la « soupe au lait de Kappel ».
Mais les problèmes ne sont pas résolus pour autant ; de plus Zurich a des visées sur les bailliages de Thurgovie et du Toggenbourg. Le conflit est ravivé et le canton impose, durant l'été 1531, de fermer ses marchés aux Waldstätten, qui réagissent en se préparant à un conflit ouvert. La deuxième guerre de Kappel a bientôt lieu. Les cantons catholiques ayant fait alliance entre-temps avec le Valais et Ferdinand Ier, roi de Bohême et de Hongrie, les troupes zurichoises sont vaincues lors de la bataille, où Ulrich Zwingli perdit la vie le 11 octobre 1531.
La deuxième paix de Kappel favorisa les catholiques dans les bailliages communs, mais reconnaissait un statu quo religieux au niveau des cantons.

## Les acteurs principaux

### Ulrich Zwingli
Le conflit entre catholiques et protestants remonte à une dizaine d’années auparavant, avec l’apparition d’un nouveau mouvement cherchant à réformer les idées de l’Église catholique. Le protestantisme prend naissance en Allemagne : le théologien Martin Luther, traduit des parties de la Bible écrites en latin, dans sa langue natale l’allemand. Avec l’invention de l’imprimerie par Gutenberg en 1450, en Allemagne même, cette traduction de la Bible peut être propagée très rapidement en Europe. Pour parvenir à financer leurs projets de constructions, l’Église invente le système des indulgences qui doivent être payées à l’église, l’intermédiaire de Dieu, par les hommes portant des pêchés sur eux, afin de s’en séparer. Ce mécanisme entraîne le début du protestantisme en Europe.
Zurich est le premier canton suisse à instaurer la Réforme et ce faisant, le premier pas qui marque le début d’une nouvelle confession en Suisse. Ulrich Zwingli veut en effet réorganiser les cantons suisses selon les idéaux réformateurs. Ce curé zurichois se bat durant toute sa vie, soit par ses thèses provocatrices, soit à la guerre pour sa nouvelle conception de la Bible. Après le canton de Zürich, une partie de Glaris, Appenzell et les villes de Berne, Bâle, Saint-Gall et Schaffhouse sont atteintes par cette vague de changement. Pour fortifier leurs positions les réformés s’allient à d'autres villes telles que Constance, Bienne et Mulhouse.

### Georg Göldli
L’un des personnages secondaires de cette guerre fut Georg Göldli, un général des armées protestantes qui mena les troupes durant la deuxième guerre de Kappel. 

### Peter Füssli
Peter Füssli conduisit six pièces d’artillerie légère au côté du général Göldli. Son rôle exact est resté longtemps contesté.

### Kaspar Göldli
Kaspar Göldli, capitaine des Zurichois à la bataille de Frastanz, commandant des Zurichois dans la campagne, en Italie, de Parme et de Plaisance au service du pape. Lors de la seconde guerre Kappel, il se range du côté des catholiques contre son frère Georg. 
Dans le camp catholique, une alliance de plusieurs cantons et pays qui ne veut pas que la Réforme se propage encore plus en Suisse, s’oppose à ces nouvelles idéologies. Au départ cette alliance est constituée de cinq cantons, (Uri, Schwyz, Unterwald, Zoug et Lucerne), mais ceux-ci trouvent vite un puissant allié venant de l’étranger, l’Autriche.

## Conséquences

### Première guerre de Kappel
La paix de Kappel, penche plutôt du côté protestant, dans les bailliages communs (territoires appartenant à plusieurs cantons, à la suite de leur conquête simultanée par ceux-ci), la Réforme protestante peut continuer à s'étendre, les catholiques doivent renoncer à l'alliance avec Ferdinand Ier. Ils doivent payer les dédommagements pour les dégâts qu'ils ont causés sur le blocus alimentaire. Zwingli et Zurich ne peuvent obtenir l'interdiction du service étranger dans l'ensemble de la Confédération et non plus l'autorisation du culte protestant sur les territoires des cantons catholiques. L'« Alliance chrétienne » est dissoute, il est convenu que la religion pratiquée dans les bailliages communs est celle qui y est la plus présente, que la majorité des habitants pratique.

### Seconde guerre de Kappel
Les catholiques ont perdu environ 100 soldats, alors que du côté protestants, la perte est plus élevée : environ 500 soldats y ont perdu la vie. La seconde guerre de Kappel retarde jusqu'à la seconde guerre religieuse de Villmergen (1712) la prépondérance (supériorité) des cantons protestants, rêvée par Zwingli. 
Les pertes qu'a subies le canton de Zurich causent une surexcitation dans la campagne zurichoise. Les paysans se plaignent du gouvernement qui est devenu de plus en plus puissant au cours des années, il a donné aux ecclésiastiques une trop grande influence dans les affaires publiques. Le conseil a dû promettre au peuple de respecter les anciennes franchises des campagnes et de ne plus prendre de décisions importantes sans le consulter. 
Le même phénomène s'est produit à Berne, elle dut faire au peuple des concessions. La réforme prend beaucoup de recul dans plusieurs contrées notamment dans les bailliages communs où les cinq cantons savent tirer profit de leur victoire. Les « bailliages libres » (Rapperswil, Gasler et Sargans) reviennent aux catholiques. Mais dans le Rheinthal, la moitié des communes restent protestantes. Glaris permet la célébration de messes dans quatre communes. Les Zurichois doivent dissoudre la « Combourgeoisie chrétienne » et payer les frais de la guerre. La Confédération ne connaît plus de changement géographique, sauf en Suisse occidentale. Désormais, la Diète ne compte plus que sept cantons catholiques, deux réformés et deux mixtes. Cette seconde guerre marque l'arrêt de la diffusion des doctrines réformées en Suisse et en Suisse orientale.